# 拉姆吕
拉姆吕（法語：Ramerupt，法語發音：[ʁamʁy]）是法国奥布省的一个市镇，属于特鲁瓦区。

## 地理
拉姆吕（48°31'9"N, 4°17'32"E）面积13.6 平方千米，位于法国大東部大區奥布省，该省份为法国中北部省份，北起马恩省，西接塞纳-马恩省，西南至约讷省，东南至科多尔省，东临上马恩省。
与拉姆吕接壤的市镇（或旧市镇、城区）包括：绍德雷、伊勒欧比尼、莫朗贝尔、奥布河畔诺让、沃科涅。

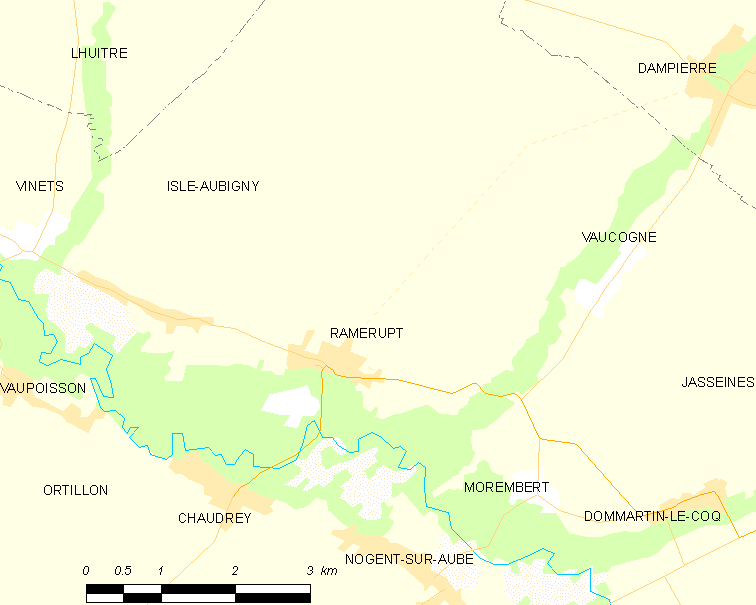
拉姆吕的OSM定位图

拉姆吕的时区为UTC+01:00、UTC+02:00（夏令时）。

## 行政
拉姆吕的邮政编码为10240，INSEE市镇编码为10314。

## 政治
拉姆吕所属的省级选区为奥布河畔阿尔西县。

## 人口

1962-2008年间拉姆吕人口变化图示

拉姆吕于2022年1月1日时的人口数量为415人。